# Famille Gavaudan
La famille Gavaudan est une famille française d'artistes lyriques qui se sont illustrés aux XVIIIe et XIXe siècles.

## Liens de filiation entre les personnalités
- Denis Gavaudan 1734-1778, maître de musique épouse Catherine Calmen.
  - Jeanne Marie Émilie Gavaudan. Elle épouse Pierre Joseph Bosquier, fabricant de bas de soie.
    - Jean-Sébastien-Fulchran Bosquier, dit Bosquier-Gavaudan (1776-1843), auteur dramatique, acteur et chanteur. Il épouse Marie Laure Louise Crétu, artiste lyrique.
    - Louise Élisabeth Bosquier (1783-1844), artiste lyrique.
    - Jeanne Marie Françoise Bosquier (1784- ) dite Aglaé Gauvadan, artiste lyrique. Elle épouse le violoniste et chef d'orchestre Charles-Frédéric Kreubé.

  - Anne-Marie-Jeanne Gavaudan (1764-1810), artiste lyrique. Elle épouse Étienne Lainez, haute-contre.
  - Adélaïde Gavaudan (1767-1805), artiste lyrique.
  - Jean-Baptiste-Sauveur Gavaudan (1772-1840), artiste lyrique. Il épouse  Alexandrine-Marie-Agathe Gavaudan-Ducamel (1781-1850), artiste lyrique.
    - Agathe Alexandrine Gavaudan (1801-1877), artiste lyrique. En secondes noces, elle épouse Étienne Casimir Hippolyte Cordellier-Delanoue, poète.

  - Marie Rosalie Gavaudan dite Émilie Gavaudan (1760-1845), artiste lyrique. Elle épouse Pierre Gaveaux, chanteur et compositeur.